# Juliaca naevula
Juliaca naevula är en insektsart som först beskrevs av Melichar 1951.  Juliaca naevula ingår i släktet Juliaca och familjen dvärgstritar. Inga underarter finns listade i Catalogue of Life.